# 562

## Evenimente
- Împăratul Iustinian I semnează un tratat de pace cu Imperiul Persan.